# Archiwolta

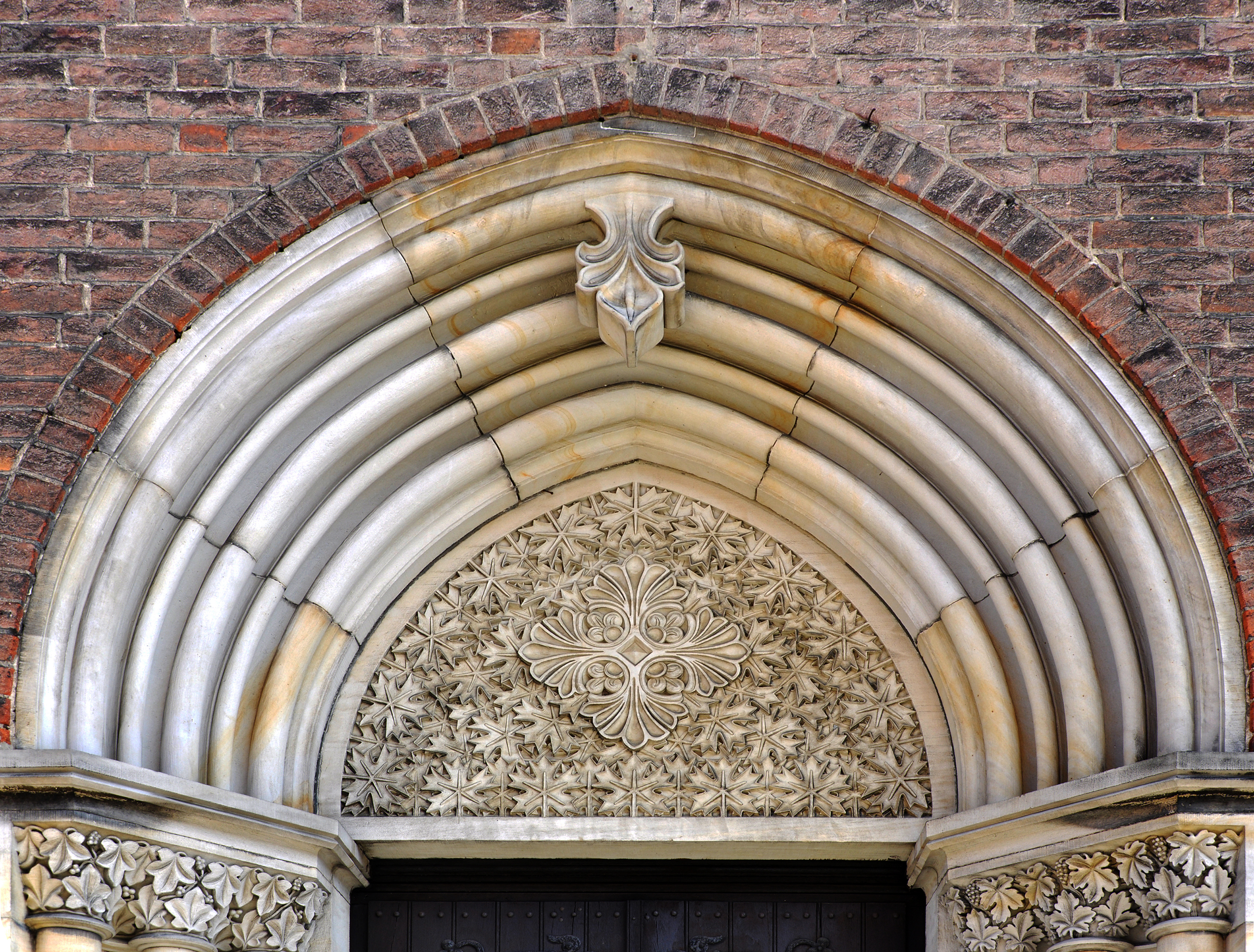
Archiwolta portalu bazyliki w Ziębicach

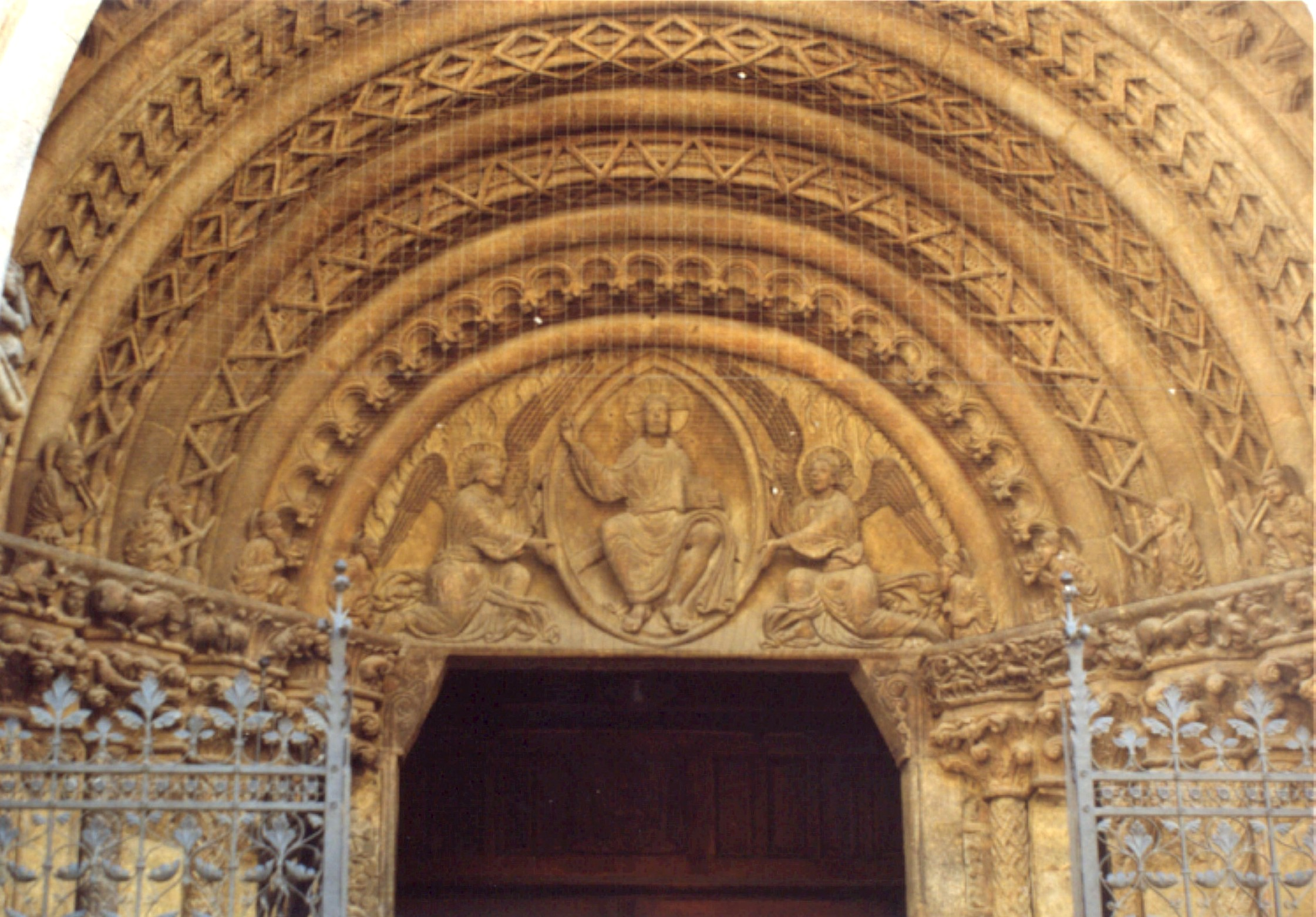
Archiwolta późnoromańska – tzw. Brama Olbrzyma w Katedrze św. Szczepana w Wiedniu

Archiwolta – zdobione ornamentami, profilowane lico łuku, arkady zamykającej portal lub każdy inny łukowo u góry zakończony otwór w ścianie budowli, najczęściej bogato zdobione.
Archiwoltę stosowano w architekturze wszystkich okresów i kierunków, zwłaszcza wczesnochrześcijańskiej, bizantyjskiej, przedromańskiej, renesansowej, manierystycznej i barokowej. W budownictwie islamu kształtowano ją np. z ułożonych na przemian dwubarwnych klińców, a w manieryzmie często zaznaczano boniowaniem. Archiwolta występująca samodzielnie na płaszczyźnie muru nazywa się archiwoltą ślepą.